# Religión del Antiguo Egipto
La religión del Antiguo Egipto fue un complejo sistema de creencias y rituales politeístas que formaron parte integral de la sociedad del Antiguo Egipto. Se centraba en la interacción de los egipcios con muchas deidades, de quienes se creía que estaban presentes en el mundo y tenían el control de las fuerzas y elementos de la naturaleza. Se conocen alrededor de 1 500 deidades.Rituales tales como oraciones y ofrendas se daban en honor de los dioses para ganar su favor. La práctica religiosa formal se centraba en los faraones, los gobernantes de Egipto, de quienes se creía que tenían poderes divinos (como encarnaciones del dios Horus) en virtud de sus cargos. Los faraones actuaban como intermediarios entre su pueblo y los dioses, y tenían la obligación de sostener a los dioses a través de rituales y ofrendas de manera que pudieran mantener a Ma'at, el orden del cosmos, y repeler a Isfet, que era el caos. El Estado egipcio dedicaba una gran cantidad de recursos para los rituales y la construcción de templos.
Las personas podían interactuar con los dioses para sus propósitos personales, apelando a su ayuda por medio de la oración o compeliéndolos a actuar a través de la magia. Estas prácticas eran distintas, si bien estrechamente ligadas, de los rituales e instituciones formales. La tradición religiosa popular creció en importancia a lo largo del curso de la historia de Egipto, a medida que el estatus de los faraones caía en declive. La creeencia egipcia en la vida después de la muerte y la importancia de prácticas funerarias es evidente en los enormes esfuerzos llevados a cabo para asegurar la supervivencia de sus almas tras la muerte, por medio de tumbas, objetos funerarios y ofrendas para preservar los cuerpos y espíritus de los difuntos.
La religión tuvo sus raíces en la prehistoria de Egipto y duró alrededor de unos 3 500 años. Los detalles de la creencia religiosa cambiaron con el tiempo a medida que la importancia de dioses particulares crecía o disminuía, y las intrincadas relaciones entre ellos cambiaban. En varios puntos, ciertos dioses se volvieron preeminentes sobre los demás, incluyendo al dios solar Ra, el dios creador Amón, y la diosa madre Isis. Por un breve periodo, en la teología promulgada por el faraón Akenatón, un solo dios, el Atón, reemplazó al panteón tradicional. La religión y mitología del Antiguo Egipto dejaron atrás muchos escritos y monumentos, además de importantes influencias en culturas antiguas y modernas. La religión entró en declive tras la conquista romana de Egipto en el 30 a. C., y los egipcios empezaron a convertirse al cristianismo. Asimismo, prácticas tales como la momificación se detuvieron. Se considera que la religión del Antiguo Egipto había muerto del todo en la década de 530 d. C. Tras la conquista árabe de Egipto bajo Amr ibn al-As, los egipcios empezaron a convertirse al islam.

## Teología
Las creencias y rituales fueron integrales con cada aspecto de la cultura egipcia. Su lenguaje no poseyó ningún término correspondiente al concepto moderno europeo de religión. La religión del Antiguo Egipto no era una institución monolítica, consistía en un vasto y variado conjunto de creencias y prácticas, enlazadas por su enfoque común en la interacción entre el mundo de los humanos y el mundo de lo divino. Las características de los dioses que poblaban el reino divino estaban inexplicablemente relacionadas con el entendimiento egipcio de las propiedades del mundo en el que vivían.

#### Deidades

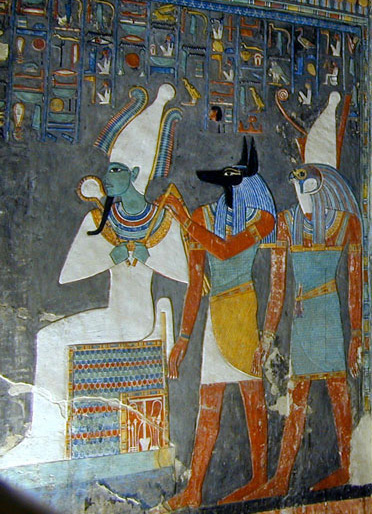
Los dioses Osiris, Anubis, y Horus, en orden de izquierda a derecha.

Los egipcios creían que los fenómenos de la naturaleza eran fuerzas divinas en sí mismas. Estas fuerzas deificadas incluían los elementos, características animales, o fuerzas abstractas. También creían en un panteón de dioses, quienes estaban involucrados en todos los aspectos de la naturaleza y la sociedad humana. Las prácticas religiosas eran esfuerzos para mantener y aplacar estos fenómenos y hacerlos ventajosos para los humanos. Este sistema politeísta era muy complejo, pues se creía que algunas deidades existían en diferentes manifestaciones, y algunas tenían múltiples roles mitológicos. A la inversa, muchas fuerzas naturales, como el sol, estaban asociadas con múltiples deidades. La diversidad del panteón iba desde dioses con roles vitales en el universo hasta deidades menores o con funciones muy limitadas o locales. Podía incluir dioses adoptados de culturas foráneas, y a veces humanos: se consideraba a los faraones fallecidos como divinos, y ocasionalmente, distinguidos plebeyos como Imhotep también fueron deificados.
Las representaciones de los dioses en el arte no tenían la intención de ser representaciones literales de su apariencia, en el caso de que fueran reales, pues se creía que la verdadera naturaleza de los dioses era misteriosa. En lugar de ello, estas representaciones dieron formas reconocibles a deidades abstractas al usar imágenes simbólicas para indicar el rol de cada dios en la naturaleza. Así, por ejemplo, el dios funerario Anubis era representado como un chacal, una criatura cuyos hábitos carroñeros amenazaban la preservación del cuerpo, en un esfuerzo para contrarrestar esta amenaza y emplearla para su protección. Su piel negra era símbolo del color de la carne momificada y el fértil suelo negro que los egipcios veían como símbolo de resurrección. Esta iconografía no estaba fija, y muchos de los dioses podían ser representados en más de una forma.
Muchos dioses eran asociados con regiones particulares de Egipto donde sus cultos eran los más importantes. Sin embargo, estas asociaciones cambiaron con el tiempo, por lo que el que un dios se asocie a un lugar no significa que su culto se haya originado ahí. Por lo tanto, el dios Monthu era el patrón de la ciudad de Tebas. A lo largo del periodo del Imperio Medio, sin embargo, fue desplazado en ese rol por Amón, quien tal vez surgió en otro lado. La popularidad nacional e importancia de dioses individuales fluctuó en una manera similar.

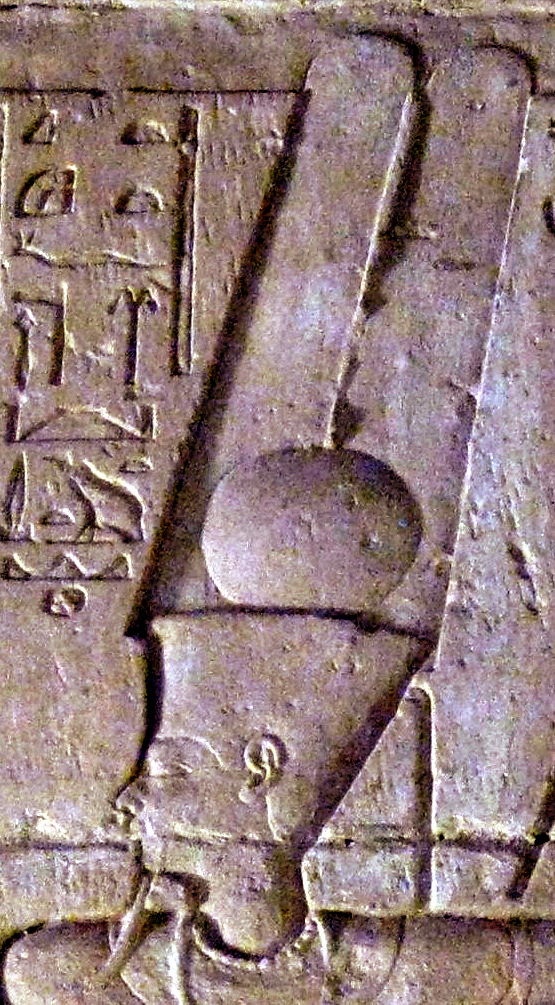
Amun-Ra kamutef, usando el tocado de plumas de Amón y el disco solar representando a Ra.

### Asociación entre deidades
Los dioses egipcios tenían interrelaciones complejas, que en parte reflejaba la interacción de las fuerzas que representaban. Los egipcios a menudo agrupaban dioses para reflejar estas relaciones. Algunos grupos de deidades eran de tamaño indeterminado, y estaban relacionadas por sus funciones similares. 
Estos a menudo consistían en deidades menores con poca identidad individual. Otras combinaciones relacionaban deidades independientes basadas en el significado simbólico de los números en la mitología egipcia; por lo tanto, pares de deidades usualmente representan la dualidad de fenómenos opuestos. Una de las combinaciones más comunes era la tríada familiar que consistía en un padre, madre e hijo, quienes eran adorados juntos. 
Algunos grupos tenían una importancia superior. Uno de tales grupos, la Enéada, el cual reunía nueve deidades en un sistema teológico que involucraba las áreas mitológicas de la creación, reinado, y vida después de la muerte.
Las relaciones entre las deidades también podían ser expresadas en el proceso de sincretismo, en el cual dos o más diferentes dioses se enlazaban para formar una deidad compuesta. Este proceso era un reconocimiento de la presencia de un dios "en" otro, cuando el segundo dios tomó un rol que pertenecía al primero. Estos enlaces entre deidades eran fluidos, y no representaban la fusión permanente de dos dioses en uno; por lo tanto, algunos dioses podían desarrollar múltiples conexiones sincréticas. A veces, el sincretismo combinaba deidades con características similares. En otras ocasiones, se unían dioses de diferente naturaleza, como cuando Amón, dios del poder escondido, estuvo relacionado con Ra, el dios del sol. El dios resultante, Amón-Ra (Amun-Ra), unió el poder que permanecía detrás de todas las cosas con la gran fuerza visible de la naturaleza.

## Atonismo
Durante el Nuevo Imperio, el faraón Akenatón abolió el culto oficial a otros dioses en favor del disco solar Atón. Esto es a menudo visto como el primer vistazo al verdadero monoteísmo en la historia, aunque los detalles de la teología atonista siguen siendo poco claros y la sugerencia de que era monoteísta está en disputa. La exclusión de todos excepto un dios del culto era una desviación radical de la tradición egipcia y algunos ven a Akenatón como un practicante de la monolatría más que del monoteísmo, pues no negó activamente la existencia de otros dioses; simplemente se abstuvo de adorar a otros dioses que no fueran Atón. Bajo los sucesores de Akenatón, Egipto regresó a su tradicional religión, y Akenatón mismo fue denostado como hereje.

## Otros conceptos importantes
El universo se centró en Ma'at, una palabra que engloba varios conceptos del español, incluyendo "verdad", "justicia", y "orden". Era el orden fijo y eterno del universo, tanto en el cosmos como en la sociedad humana. Existió desde la creación del mundo, y sin él, el mundo perdería su cohesión. En la creencia egipcia, el Ma'at estaba bajo constante amenaza de fuerzas del desorden, así que se requería que toda la sociedad lo mantuviera. En el nivel humano esto significaba que todos los miembros de la sociedad debían cooperar y coexistir; a nivel cósmico significaba que todas las fuerzas de la naturaleza—los dioses—debían continuar funcionando en balance. Esta última meta era central en la religión egipcia. Los egipcios debían mantener al Ma'at en el cosmos al sustentar a los dioses a través de ofrendas y realizando rituales que apartaban al desorden y perpetuaban los ciclos de la naturaleza.
La parte más importante del punto de vista egipcio del cosmos era la concepción del tiempo, la cual estaba en gran parte preocupada con el mantenimiento del Ma'at. A través del pasaje lineal del tiempo, un patrón cíclico que se repetía, en el cual el Ma'at era renovado por eventos periódicos que hacían eco de la creación original. Entre estos eventos estaba la inundación anual del Nilo y la sucesión de un rey a otro, pero el más importante era el viaje diario del dios sol Ra.
Al concebir la forma del cosmos, los egipcios veían al mundo como una plana extensión de tierra, personificada por el dios Geb, sobre la cual se arqueaba la diosa del cielo, Nut. Los dos estaban separados por Shu, el dios del aire. Bajo la tierra existía un inframundo e infracielo paralelos, y más allá de los cielos estaba la infinita expansión de Nu, el caos que había existido antes de la creación. Los egipcios también creían en un lugar llamado Duat, una misteriosa región asociada con la muerte y renacimiento, que posiblemente se ubicaba en el inframundo o en el cielo. Cada día, Ra viajaba sobre la tierra a través del reverso del cielo, y en la noche pasaba a través del Duat para renacer al amanecer.
En la creencia egipcia, este cosmos estaba habitado por tres tipos de seres sensibles. Uno eran los dioses; otro eran los espíritus de los humanos fallecidos, quienes existían en el reino divino y poseían muchas de las habilidades de los dioses. Los seres humanos eran la tercera categoría, y el más importante entre ellos era el faraón, quien era un puente entre los reinos humano y divino.

### Faraón

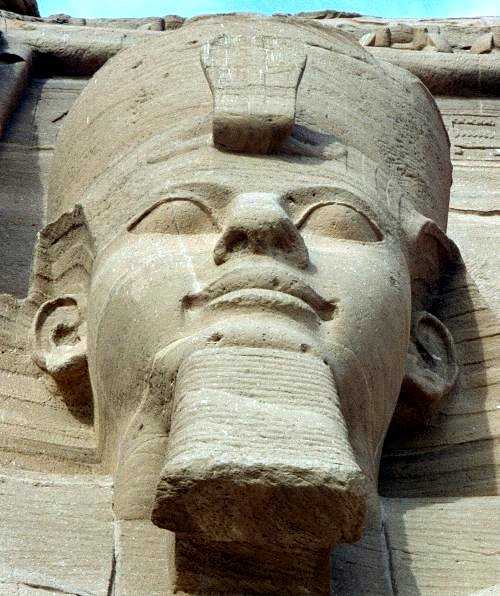
Estatua colosal del faraón Ramsés II.

Los egiptólogos han debatido por largo tiempo el grado en el que un faraón era considerado dios. Parece probable que los egipcios veían a la autoridad real misma como una fuerza divina. Por lo tanto, aunque reconocían que el faraón era humano y estaba sujeto a la debilidad humana, simultáneamente lo veían como un dios, porque el poder divino de la monarquía era encarnado en él. En consecuencia, éste actuaba como intermediario entre la gente de Egipto y los dioses. Era clave para sostener el Ma'at, tanto para mantener justicia y armonía en la sociedad humana como para sostener a los dioses con templos y ofrendas. Por estas razones, el faraón supervisaba todas las actividades religiosas del estado. Sin embargo, la influencia de la vida real y prestigio del faraón podían diferir de lo descrito en escritos oficiales y representaciones, y a partir de finales del Imperio Nuevo su importancia religiosa declinó drásticamente.
El rey estaba también asociado con muchas deidades específicas. Se le identificaba directamente con Horus, quien representaba a la monarquía misma, y era visto como hijo de Ra, quien gobernaba y regulaba la naturaleza de la misma manera en que el faraón gobernaba y regulaba la sociedad. En el Imperio Nuevo también era asociado con Amón, la fuerza suprema del cosmos. A su muerte, el rey se volvía completamente deificado. En este estado, era directamente identificado con Ra, y también estaba asociado con Osiris, dios de la muerte y renacimiento y el padre mitológico de Horus. Muchos templos mortuorios estaban dedicados a la adoración de faraones fallecidos en calidad de dioses.

### Vida después de la muerte
Los egipcios habían elaborado creencias sobre la muerte y el más allá. Creían que los humanos poseían un ka, o fuerza vital, que dejaba el cuerpo en el momento de la muerte. En vida, el ka recibía su sustento de la comida y bebida, así que se creía que, para perdurar después de la muerte, el ka debía continuar recibiendo ofrendas de comida, cuya esencia espiritual podía ser consumida. Cada persona también tenía un ba, el conjunto de características espirituales únicas de cada individuo. A diferencia del ka, el ba permanecía unido al cuerpo después de muerte. Rituales funerarios egipcios tenían la intención de liberar el ba del cuerpo para que pudiera moverse libremente, y reunirlo con el ka para que pudiera seguir viviendo como un akh. No obstante, también era importante que el cuerpo del fallecido fuera preservado, pues los egipcios creían que el ba regresaba a su cuerpo cada noche para recibir vida nueva, antes de emerger en la mañana como un akh.
Originalmente, sin embargo, los egipcios creían que sólo el faraón tenía un ba, y sólo él podía volverse uno con los dioses; los plebeyos muertos pasaban a un reino oscuro y desolado que representaba lo opuesto de la vida. Los nobles recibían tumbas y los recursos para su mantenimiento como regalos del rey, y se creía que su habilidad para entrar al más allá dependía de estos favores reales. En tiempos tempranos, se creía que los faraones fallecidos ascendían al cielo y habitaban entre las estrellas. En el curso del Imperio Antiguo (c. 2686-2181 a. C.), sin embargo, la figura del faraón se volvió estrechamente asociada con el diario renacer del dios sol Ra y con el gobernante del inframundo Osiris, pues la importancia de estas deidades creció.

### Juicio
A finales del Imperio Antiguo (2686-2181 a. C.) y el Primer Periodo Intermedio (c. 2181-2055 a. C.), los egipcios gradualmente comenzaron a creer que la posesión de un ba y la posibilidad de un más allá paradisíaco se extendía para todos. En las completamente desarrolladas creencias de la vida después de la muerte en el Nuevo Imperio, el alma debía evitar una variedad de peligros sobrenaturales en el Duat, antes de someterse a un juicio final conocido como el "Peso del corazón". En este juicio, los dioses comparaban las acciones del fallecido mientras estaba vivo (simbolizadas por el corazón) con el Ma'at, para determinar si él o ella se habían comportado de acuerdo al Ma'at. A menudo se decía que los muertos habitaban en el reino de Osiris, una lozana y agradable tierra en el inframundo. La visión solar de la vida después de la muerte, en la cual las almas de los fallecidos viajaban con Ra en su camino diario, era aún principalmente asociada con la realeza, pero se podía extender a otras personas. Durante el curso del los reinos Medio y Nuevo, la noción de que el akh podía también viajar en el mundo de los vivos, y a cierto grado afectar mágicamente los eventos de éste, se volvió cada vez más frecuente.

## Escritos
A pesar de que los egipcios no tenían escrituras religiosas unificadas, produjeron muchos textos religiosos de varios tipos. Juntos, los textos dispares proveen un entendimiento extenso, pero aún incompleto, de las prácticas y creencias religiosas egipcias.

### Mitología

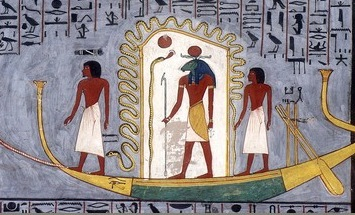
Ra (en el centro) viaja a través del inframundo en su barca, acompañado por otros dioses.

Los mitos egipcios eran historias metafóricas que tenían la intención de ilustrar y explicar las acciones y roles de los dioses en la naturaleza. Los detalles de eventos que contaban podían cambiar para transmitir diferentes perspectivas simbólicas de los misteriosos eventos divinos que describían, así que muchos mitos existen en diferentes y conflictivas versiones. Las narrativas míticas raramente eran escritas por completo, y a menudo los textos contenían episodios de alusiones a un mito más grande. Por lo tanto, el conocimiento de la mitología egipcia es derivado en su mayoría de himnos que especifican el rol de ciertas deidades, de textos rituales y mágicos que describen acciones relacionadas con eventos míticos, y de textos funerarios que mencionan los roles de muchas deidades en el más allá. Algo de información también es proveída por alusiones en textos seculares. Finalmente, griegos y romanos como Plutarco grabaron algunos de los mitos existentes a finales de la historia egipcia.
Entre los mitos egipcios significativos están los mitos de la creación. De acuerdo con estas historias, el mundo emergió como un espacio seco en el primordial océano de caos. Como el sol es esencial para la vida en la tierra, el primer ascenso de Ra marcó el momento de esta emergencia. Diferentes formas del mito describen el proceso de creación en diferentes maneras: una transformación del dios primordial Atum en los elementos que forman el mundo, como el discurso creativo del dios intelectual Ptah, y como un acto del poder oculto de Amón. Sin importar estas variaciones, el acto de creación representa el establecimiento inicial del Ma'at y del patrón para los subsecuentes ciclos de tiempo.
El más importante de todos los mitos egipcios era el mito de Osiris e Isis. Habla del gobernante divino Osiris, quien fue asesinado por su celoso hermano Seth, un dios a menudo asociado con el caos. La hermana y esposa de Osiris, Isis, lo revivió para que pudiera concebir a su heredero, Horus. Osiris entonces entró al inframundo y se volvió el gobernante de los muertos. Cuando creció, Horus peleó con y derrotó a Seth para volverse rey. La asociación de Seth con el caos y la identificación de Osiris y Horus como los gobernantes legítimos, proveyó una base lógica para la sucesión faraónica y retrató a los faraones como los mantenedores del orden. Al mismo tiempo, la muerte y resurrección de Osiris estaba relacionada con el ciclo agrícola egipcio, en el que los cultivos crecían con la inundación del Nilo, y proveían un modelo para la resurrección de las almas humanas después de la muerte.
Otro importante motivo mítico era el viaje de Ra a través del Duat cada noche. En el curso de su viaje, Ra conoció a Osiris, quien de nuevo actuó como agente de regeneración, así su vida era renovada. También peleó cada noche con Apofis, un dios serpentino que representaba el caos. La derrota de Apofis y la reunión con Osiris aseguraba el ascenso del sol la mañana siguiente, un evento que representa el renacimiento de la victoria del orden sobre el caos.

### Textos rituales y mágicos
Los procedimientos para rituales religiosos eran frecuentemente escritos en papiro y eran usados como instrucciones para aquellos que realizaban el ritual. Estos textos rituales eran mantenidos principalmente en librerías de templos. Los templos mismos también están inscritos con tales textos, a menudo acompañados por ilustraciones. A diferencia del papiro ritual, estas inscripciones no tenían la intención de ser instrucciones, sino que estaban destinadas a perpetuar simbólicamente los rituales incluso si, en realidad, la gente dejara de realizarlos. Asimismo, los textos mágicos describían rituales, aunque éstos eran parte de los conjuros usados para metas específicas en la vida diaria. A pesar de su propósito mundano, muchos de estos textos también originados en templos, más tarde se diseminaron entre la población general.

### Himnos y rezos
Los egipcios concibieron numerosos rezos e himnos, escritos en forma de poesía. Estos seguían una estructura similar y se distinguían principalmente por el propósito al que servía. Los himnos eran escritos para alabar a ciertas deidades. Así como los textos rituales, estaban escritos en papiro y en los muros de los templos, y probablemente eran recitados como parte de los rituales a los que acompañaban en las inscripciones de los templos. La mayoría están estructurados de acuerdo con un conjunto de fórmulas literarias, diseñadas para exponer la naturaleza, aspectos, y funciones mitológicas de una deidad dada. Tendían a hablar más explícitamente sobre teología fundamental que cualquier otro escrito egipcio, y se volvieron particularmente importantes en el Imperio Nuevo, periodo de un particular discurso activo teológico. Los rezos seguían el patrón general de los himnos, pero abordaban al dios relevante en una manera más personal, pidiendo bendiciones, ayuda, o perdón por marcha mala. Tales rezos son raros antes del Imperio Nuevo, indicando que en periodos tempranos tal interacción directa y personal con una deidad no se creía posible, o por lo menos era menos probable que se expresara por escrito. Estos rezos son conocidos principalmente por estar inscritos en estatuas y estelas dejadas en sitios sagrados como ofrenda votivas.

### Textos funerarios

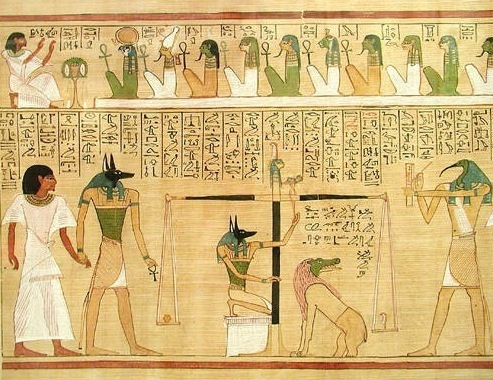
Sección del Libro de los muertos por el escriba Hunefer, representando al Peso del corazón.

Entre los escritos egipcios más significativa y extensamente preservados están los textos funerarios diseñados para asegurar que las almas de los fallecidos alcancen un más allá placentero. Los primeros de este tipo son los Textos de las Pirámides, una colección de cientos de conjuros inscritos en los muros de las pirámides reales durante el Imperio Antiguo, destinados para mágicamente proveer a los faraones con los medios para unirse a la compañía de los dioses en el más allá. Los conjuros aparecen en diferentes arreglos y combinaciones, y algunos de ellos aparecen en toda la pirámide.
Al final del Imperio Antiguo un nuevo cuerpo de conjuros funerarios, los cuales incluían material de los Textos de las Pirámides, comenzó a aparecer en tumbas, inscritos principalmente en los sarcófagos. Esta colección de escritos es conocida como los Textos de los sarcófagos, y no estaba reservada para la realeza, sino que aparecía en tumbas de oficiales no reales. En el Imperio Nuevo, varios nuevos textos funerarios emergieron, de los cuales el mejor conocido es el Libro de los muertos. A diferencia de los primeros libros, a menudo contiene extensivas ilustraciones, o viñetas. El libro fue copiado en papiro y vendido a plebeyos para ser colocado en sus tumbas.
Los Textos de los sarcófagos incluían secciones con descripciones detalladas del inframundo e instrucciones de cómo superar sus peligros. En el Imperio Nuevo, este material dio pie a varios "libros del inframundo", incluyendo el Libro de las puertas, el Libro de las cavernas, y el Amduat. A diferencia de las colecciones sueltas de conjuros, estos libros del inframundo son representaciones estructuradas del paso de Ra a través del Duat, y por analogía, el viaje del alma de la persona fallecida a través del reino de los muertos. Estaban originalmente restringidos a las tumbas faraónicas, pero en el Tercer Periodo Intermedio su uso se amplió.
A medida que Egipto se modernizaba, sus prácticas arcaicas fueron sustituidas con nuevas y eficientes técnicas científicas. Algunos de estos avances científicos estaban relacionados con el desarrollo de la momificación. Al mejorar su avanzada práctica de la momificación, los egipcios fueron capaces de alcanzar un nuevo nivel de excelencia respecto al más allá.

## Prácticas

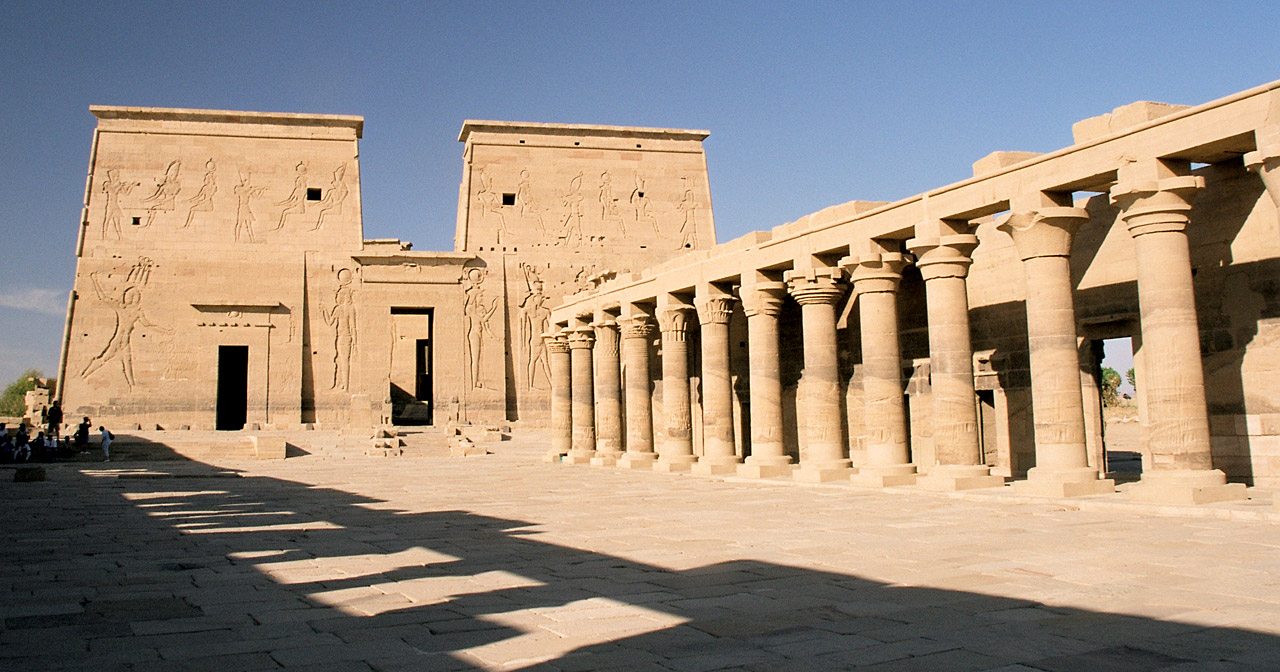
Primer pilono y columnata del Templo de Isis en File

### Templos
Los templos existieron desde el principio de la historia egipcia, y en el pico de la civilización estaban presentes en la mayoría de los pueblos. Incluían templos mortuorios para servir a los espíritus de los faraones fallecidos y templos dedicados a los dioses patrones, aunque la distinción era borrosa debido a que la divinidad y la monarquía estaban cercanamente entrelazadas. Los templos no estaban principalmente destinados como lugares de adoración por la población general, y la gente común tenía un complejo conjunto de prácticas religiosas propias. En lugar de ello, los templos (patrocinados por el estado) servían como casas para los dioses, en los cuales las imágenes físicas que servían como intermediarios eran cuidadas y se encontraban proveídas de ofrendas. Se creía que este servicio era necesario para mantener a los dioses, y así éstos mantuvieran a su vez al universo mismo. De esta manera, los templos eran centrales para la sociedad egipcia, y vastos recursos eran destinados para su mantenimiento, incluyendo donativos de la monarquía y de grandes estados. Los faraones a menudo los expandían como parte de su obligación para honrar a los dioses, por lo cual muchos templos son de enorme tamaño. Sin embargo, no a todos los dioses se les dedicaban templos, muchos dioses importantes en la teología oficial recibían mínima adoración, mientras que varios dioses de la casa eran el foco de veneración popular, no de rituales de templo.
Los primeros templos egipcios eran pequeñas, impermanentes estructuras, tanto en los Imperios Antiguo y Medio sus diseños se volvieron más elaborados, y cada vez más eran construidos con piedra. En el Imperio Nuevo, un diseño básico de templo surgió, el cual había evolucionado de elementos comunes en los templos de los Imperios Antiguo y Medio. Con variaciones, este plan fue usado para la mayoría de los templos construidos a partir de entonces, y la mayoría de los que sobrevivieron hasta la actualidad se adhieren a él. En este plan estándar, el templo era construido junto con un camino central procesional que llevaba a través de una serie de cortes y salas al santuario, el cual tenía una estatua del dios del templo. El acceso a esta parte del templo estaba restringido al faraón y al sacerdote de más alto rango. El viaje de la entrada del templo al santuario era visto como un viaje del mundo humano al reino divino, un punto enfatizado por el complejo simbolismo mitológico presente en la arquitectura del templo. Más allá del edificio del templo estaba en muro exterior. En el espacio entre los dos había muchos edificios subsidiarios, incluyendo talleres y áreas de almacenamiento para suministrar las necesidades del templo, y la librería donde los escritos sagrados del templo y registros mundanos eran guardados, y que servía como un centro de aprendizaje sobre multitud de temas.
Teóricamente era el deber del faraón llevar a cabo los rituales del templo, pues era el representante oficial de Egipto ante los dioses. En realidad, los deberes rituales eran casi siempre llevados a cabo por los sacerdotes. Durante los Imperios Antiguo y Medio, no había una clase separada de sacerdotes; en lugar de ello, muchos oficiales del gobierno servían en esta capacidad por varios meses del año antes de regresar a sus deberes seculares. Sólo en el Imperio Nuevo el sacerdocio profesional se generalizó, aunque la mayoría de los sacerdotes de rangos bajos eran aún de medio tiempo. Todos estaban aún empleados por el estado, y el faraón tenía el veredicto final en su mobiliario. Sin embargo, a medida que la riqueza de los templos creció, la influencia de sus sacerdotes también lo hizo, hasta rivalizar la del faraón. En la fragmentación política del Tercer Periodo Intermedio (c. 1070-664 a. C.), los altos sacerdotes de Amón, en Karnak, incluso se volvieron gobernantes efectivos del Alto Egipto. El personal del templo también incluía a mucha gente ajena al sacerdocio, como músicos y cantantes de las ceremonias. Fuera del templo estaban los artesanos y otros trabajadores que ayudaban a cubrir las necesidades del templo, así como granjeros que trabajaban en las fincas del templo. Todos eran pagados con porciones de los ingresos del templo. Grandes templos eran, por lo tanto, importantes centros de actividad económica, a veces empleando a miles de personas.

### Rituales y festivales oficiales
Entre las prácticas religiosas del estado, se llevaban a cabo en el templo rituales de culto de alguna deidad y ceremonias relacionadas con la monarquía divina. Entre estas últimas estaban la ceremonia de coronación y la Fiesta Sed, un ritual de renovación de la fuerza del faraón que tomaba lugar periódicamente durante su reinado. Había numerosos rituales del templo, incluyendo ritos que tomaban lugar a través del país y ritos limitados a un solo templo o los templos dedicados a un solo dios. Algunos eran realizados diariamente, mientras que otros tenían lugar anualmente o en raras ocasiones. El ritual de templo más común era la ceremonia matutina de ofrecimiento, realizada diariamente en los templos de todo Egipto. En ella, un sacerdote de alto rango, u ocasionalmente el faraón, lavaba, ungía, y elaboradamente vestía a las estatuas de los dioses antes de presentarle ofrendas. Después, cuando el dios había consumido la esencia espiritual de las ofrendas, los objetos mismos eran llevados para ser distribuidos entre los sacerdotes.
Los rituales menos frecuentes, o festivales, eran aún numerosos, con docenas ocurriendo cada año. Estos festivales a menudo implicaban acciones más allá de simples ofrendas a los dioses, tales como recreaciones de mitos particulares o la destrucción simbólica de aquellas fuerzas del desorden. La mayoría de estos eventos probablemente eran celebrados solo por los sacerdotes y tomaban lugar dentro del templo. Sin embargo, los festivales más importantes, como el festival de Opet celebrado en Karnak, usualmente involucraban una procesión cargando la imagen del dios fuera del santuario en una barca modelo para visitar otros sitios significativos, tales como el templo de una deidad relacionada. Los plebeyos se reunían para mirar la procesión y a veces recibían porciones de la inusualmente grandes ofrendas dadas a los dioses en estas ocasiones.

### Animales de culto

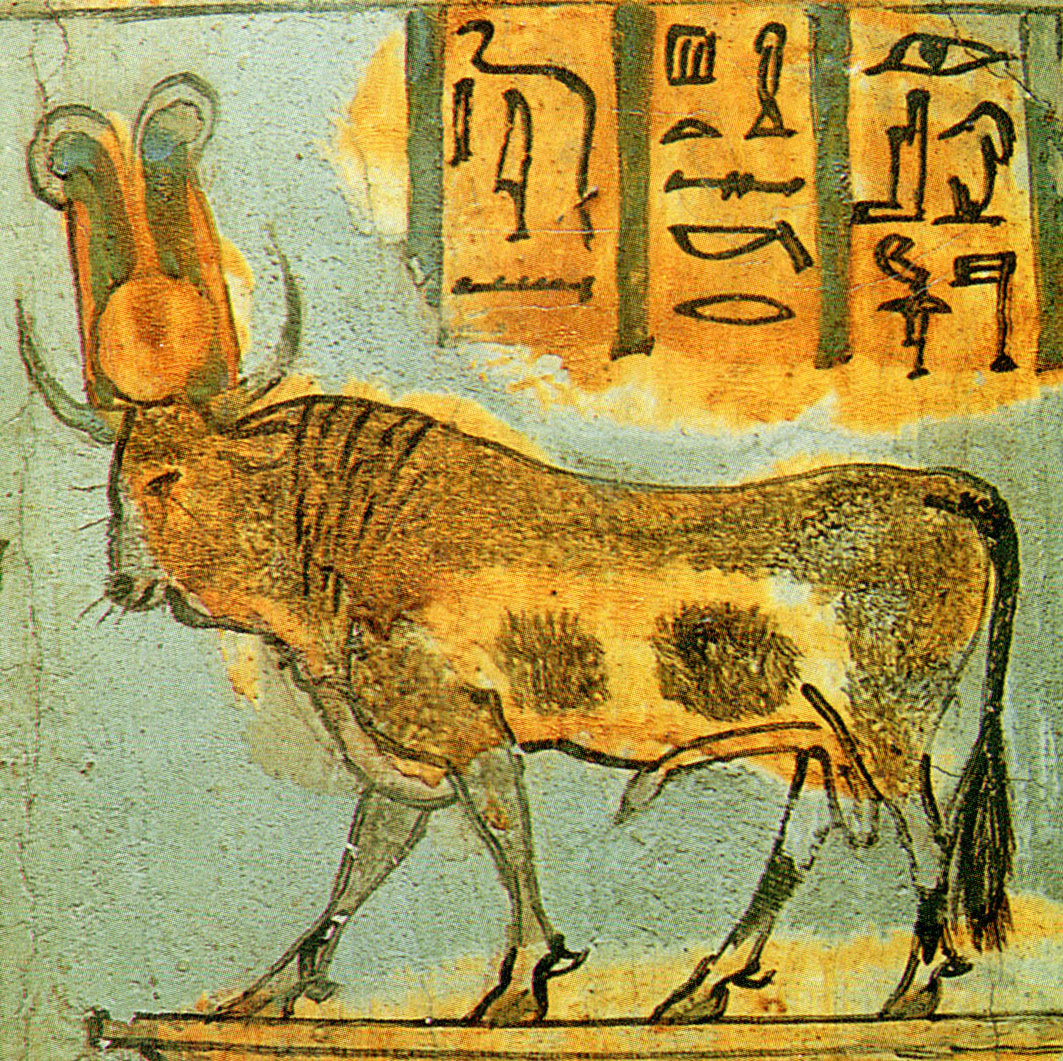
El toro Apis.

En muchos sitios sagrados, los egipcios adoraban a animales individuales que creían eran manifestaciones de ciertas deidades. Estos animales eran seleccionados basándose en específicas marcas sagradas que se creía indicaban su idoneidad para el rol. Algunos de estos animales de culto mantuvieron sus posiciones por el resto de sus vidas, como el toro Apis adorado en Menfis como una manifestación de Ptah. Otros animales fueron selecciones durante periodos mucho más cortos. La popularidad de estos cultos creció en tiempos posteriores, y muchos templos comenzaron a aumentar la existencia de tales animales para elegir una nueva manifestación divina. Una práctica separada se desarrolló en la dinastía XXVI, cuando la gente comenzó a momificar a cualquier miembro de una especie en particular como una ofrenda al dios que esas especies representaban. Millones de gatos, aves, y otras criaturas momificadas fueron enterradas en los templos que honraban a esas deidades. Los adoradores pagaban a los sacerdotes de cierta deidad para obtener y momificar un animal asociado con esa deidad, y la momia era colocada en un cementerio cerca del centro de culto de ese dios.

### Oráculos
Los egipcios usaban oráculos para pedir a los dioses por conocimiento y guía. Los oráculos egipcios eran conocidos principalmente a partir del Imperio Nuevo y tiempos posteriores, aunque probablemente aparecieron mucho antes. Gente de todas las clases, incluyendo el rey, hacían preguntas a los oráculos, y, especialmente a finales del Imperio Nuevo sus respuestas podían ser usadas para arreglar disputas legales o informar decisiones reales. Los medios más comunes de consulta de un oráculo era plantear una pregunta a la imagen divina mientras era cargada en una procesión de festival, e interpretar una respuesta del movimiento de la barca. Otros métodos incluían interpretar el comportamiento de animales de culto, sortear, o consultar estatuas a través de las cuales un sacerdote aparentemente hablaba. Los medios para discernir la voluntad de los dioses le dio gran influencia a los sacerdotes que hablaban e interpretaban el mensaje de los dioses.

### Religión popular
Mientras que los cultos de estado se destinaban a preservar la estabilidad del mundo egipcio, individuos legos tenían sus propias prácticas religiosas que se relacionaban de manera más directa con la vida diaria. Esta religión popular dejó menos evidencia que los cultos oficiales, y debido a que esta evidencia era principalmente producida por la porción más rica de la población egipcia, es incierto hasta qué grado refleja las prácticas de la población como un todo.
Prácticas religiosas populares incluían ceremonias donde se hacían importantes transiciones en la vida. Estas incluían al nacimiento, por el peligro involucrado en el proceso, y el nombramiento, porque se consideraba que el nombre era una parte crucial para la identidad de una persona. La ceremonias más importante de este grupo eran aquellas que rodeaban a la muerte (ver "Prácticas funerarias" abajo), porque aseguraban la supervivencia del alma en el más allá. Otras prácticas religiosas buscaron discernir la voluntad de los dioses o buscar su conocimiento. Estas incluían la interpretación de sueños, los cuales podían ser vistos como mensajes del reino divino, y la consulta de oráculos. La gente también buscó afectar el comportamiento de los dioses para su propio beneficio a través de rituales mágicos (ver sección «Magia», más adelante).
Individuos egipcios también rezaban a dioses y les daban ofrendas privadas. Evidencia de este tipo de piedad personal es escasa antes del Imperios Nuevo. Esto se debe probablemente a restricciones culturales en la representación de actividades religiosas no relacionadas con la realeza, las cuales se relajaron durante los Imperios Medio y Nuevo. La piedad personal se volvió aún más prominente a finales del Imperio Nuevo, cuando se creía que los dioses intervenían directamente en las vidas de individuos, castigando a los que hacían mal y salvando a los piadosos del desastre. Templos oficiales eran importantes lugares para rezos y ofrendas privadas, a pesar de que sus actividades centrales excluían a las personas legas. Los egipcios frecuentemente donaban bienes a los dioses para ser ofrecidos a la deidad del templo y objetos inscritos con rezos para ser colocados en las cortes del templo. A menudo se colocaban en persona ante las estatuas del templo o en santuarios puestos aparte para su uso. Aun así, en adición a los templos, la población también usó capillas locales separadas, más pequeñas pero también más accesibles que los templos formales. Estas capillas eran muy numerosas, y probablemente el personal eran miembros de la comunidad. Los hogares también a menudo tenían sus propios santuarios pequeños para ofrendar a los dioses o familiares fallecidos.
Las deidades invocadas en estas situaciones diferían algún tanto de aquellas en el centro de cultos de estado. Muchas de estas importantes deidades populares, tales como diosa de la fertilidad Taweret y el protector del hogar Bes, no tenían templos propios. Sin embargo, muchos otros dioses, incluyendo a Amón y Osiris, eran muy importantes tanto para la religión popular como para la oficial. Algunos individuos podían ser particularmente devotos a un solo dios. A menudo favorecían deidades afiliadas a su propia región, o con su rol en la vida. El dios Ptah, por ejemplo, era particularmente importante en su centro de culto de Menfis, pero como el patrón de los artesanos, recibió la veneración nacional de muchos en esa ocupación.

### Magia
La palabra "magia" es usada para traducir el término egipcio heka, quiere decir, como James P. Allen lo pone, "la habilidad para hacer que sucedan cosas por medios indirectos". Se creía que la heka era un fenómeno natural, la fuerza que fue usada para crear el universo y que los dioses emplearon para ejercer su voluntad. Los humanos también podían usarla, sin embargo, y prácticas mágicas estaban cercanamente entrelazadas con la religión. De hecho, incluso los rituales regulares realizados en templos eran contados como magia. Los individuos también empleaban técnicas mágicas frecuentemente con propósitos personales. Aunque estos fines podían ser dañinos para otras personas, ninguna forma de magia era considerada hostil por sí misma. En lugar de ello, la magia era vista principalmente como una forma para los humanos de prevenir o superar eventos negativos.

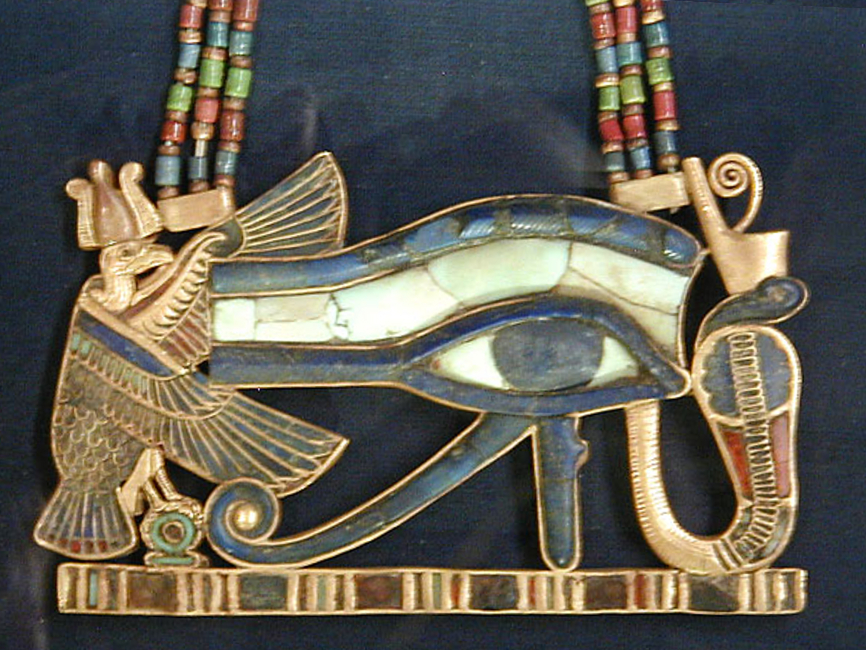
Amuleto en forma del Ojo de Horus, un símbolo mágico común.

La magia estaba estrechamente asociada con el sacerdocio. Debido a que las librerías contenían numerosos textos mágicos, el gran conocimiento mágico estaba adscrito a los sacerdotes lectores que estudiaban estos textos. Estos sacerdotes a menudo trabajaban fuera de sus templos, contratando sus servicios mágicos a los hombres legos. Otras profesiones también comúnmente empleaban magia como parte de su trabajo, incluyendo los doctores, encantadores de escorpiones, y fabricantes de amuletos mágicos. También es probable que el campesinado usara magia simple para sus propios propósitos, pero debido a que este conocimiento mágico habría sido transmitido oralmente, hay limitada evidencia de su existencia.
El lenguaje estaba estrechamente ligado con el heka, a tal grado que se decía que Tot, el dios de la escritura, era el inventor del heka. Por lo tanto, la magia frecuentemente involucraba encantamientos escritos o hablados, aunque estos eran usualmente acompañados por acciones rituales. A menudo estos rituales invocaban el poder una deidad apropiada para realizar la acción deseada, usando el poder del heka para incitarla a actuar. A veces esto implicaba usar al practicante o sujeto de un ritual en el rol de un personaje mitológico, induciendo así al dios para que actuara hacia la persona que tenía el mito. Los rituales también empleaban magia empática, usando objetos que se creía poseían una mágica semejanza significativo con el sujeto del rito. Comúnmente también se usaban objetos que se creía estaban imbuidos con heka, como los mágicamente protectores amuletos usados en gran número por egipcios ordinarios.

### Prácticas funerarias
Debido a que se consideraba necesario para la supervivencia del alma, la preservación del cuerpo era una parte central de las prácticas funerarias egipcias. Originalmente los egipcios enterraban a sus muertos en el desierto, donde las áridas condiciones momificaban al cuerpo naturalmente. En el Periodo Temprano Dinástico, sin embargo, comenzaron a usar tumbas para mayor protección, y el cuerpo era aislado del efecto desecante de la arena y era sujeto al decaimiento natural. Así, los egipcios desarrollaron su elaboradas prácticas de embalsamamiento, en donde el cadáver era artificialmente desecado y envuelto para ser colocada en su ataúd. La calidad del proceso varió de acuerdo al costo, no obstante, y aquellos que no podían pagarlo eran aún enterrados en sepulturas del desierto.

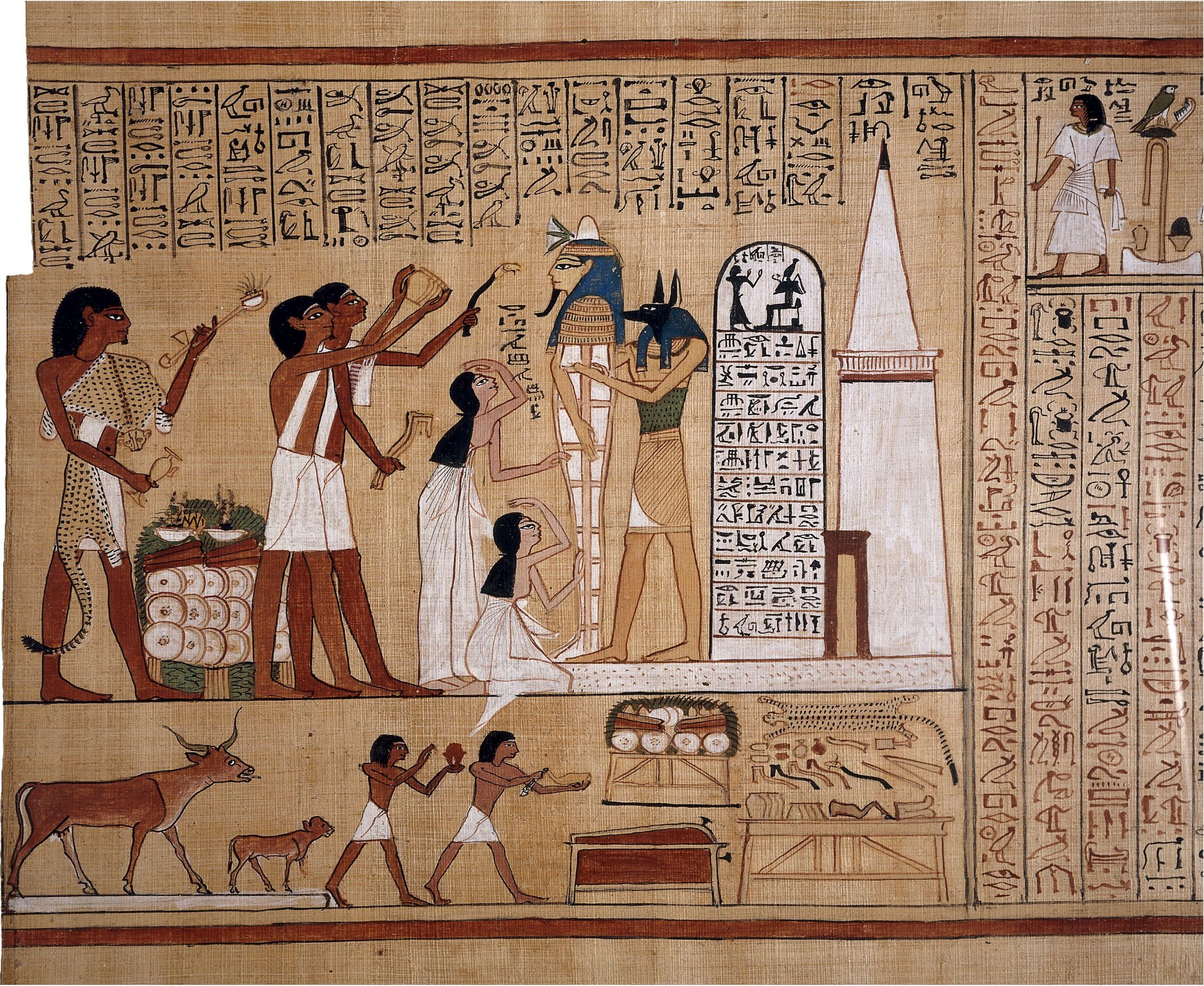
La ceremonia de la Apertura de la boca siendo realizada ante la tumba.

Una vez que el proceso de momificación estaba completo, la momia era llevada de la casa del fallecido a la tumba en una procesión funeraria que incluía a sus amigos y familiares, junto con una variedad de sacerdotes. Antes del entierro, estos sacerdotes realizaban varios rituales, incluida la ceremonia de la Apertura de la boca destinada a restaurar los sentidos de la persona muerta y darle la habilidad de recibir ofrendas. Entonces la momia era enterrada y la tumba era sellada. Más tarde, los parientes o sacerdotes contratados daban ofrendas de comida a los fallecidos en una capilla mortuoria cercana en intervalos regulares. Con el tiempo, las familias inevitablemente abandonaban esta práctica hacia sus parientes que habían muerto hace mucho tiempo, así que los cultos mortuorios sólo duraban una o dos generaciones. Sin embargo, mientras el culto se llevaba a cabo, los vivos a veces escribían cartas pidiendo ayuda a los familiares fallecidos, en la creencia de que los muertos podían afectar al mundo de los vivos al igual que los dioses.
Las primeras tumbas egipcias eran mastabas, estructuras rectangulares hechas de ladrillos donde los reyes y nobles eran sepultados. Cada una de ellas contenía una cámara mortuorio subterránea y una capilla separada a nivel del suelo para rituales mortuorios. En el Imperio Antiguo la mastaba se convirtió en la pirámide, que simbolizaba el montículo primigenio del mito egipcio. Las pirámides eran reservadas para la realeza, y estaba acompañadas de grandes templos mortuorios sentados en su base. Los faraones del Imperio Medio continuaron construyendo pirámides, pero la popularidad de las mastabas menguó. De manera creciente, los plebeyos con suficientes medios eran enterrados en tumbas excavadas en roca con capillas mortuorios separadas y cercanas, una propuesta que era menos vulnerable al robo de tumbas. A principios del Imperio Nuevo incluso los faraones eran enterrados en tales tumbas, y continuaron siendo usadas hasta el declive de la religión misma.
Las tumbas podían contener una gran variedad de otros objetos, incluyendo estatuas de los fallecidos para servir como sustitutos del cuerpo en caso de que fuera dañado. Como se creía que los fallecidos tendrían que trabajar en el más allá, justo como en la vida, los entierros a menudo incluían pequeños modelos de humanos trabajando en lugar de los difuntos. Las tumbas de los individuos ricos podían también contener mobiliario, vestimenta, y otros objetos cotidianos destinados para su uso en el más allá, junto con amuletos y otros objetos destinados a proveer protección mágica contra los peligros del mundo espiritual. Protección posterior era proveída por textos funerarios incluidos en el entierro. Los muros de la tumba también portaban arte, incluyendo imágenes de los difuntos comiendo que se creía le permitían recibir mágicamente el sustento incluso después de que las ofrendas mortuorios hubieran cesado.

## Historia

### Periodos predinástico y dinástico temprano

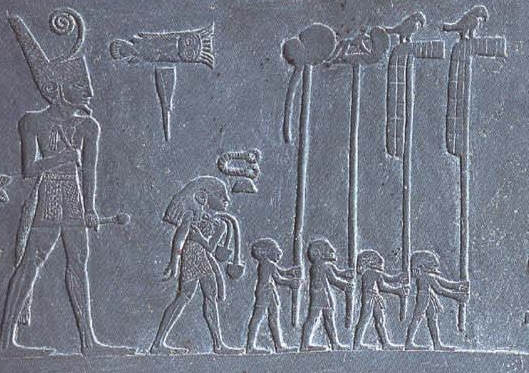
Narmer, un gobernante predinástico, acompañado por hombres llevando los estandartes de varios dioses locales.

Los inicios de la religión egipcia se extienden hasta la prehistoria, y evidencia de ello viene sólo de escasos y ambiguos registros arqueológicos. Entierros cuidadosos durante el periodo predinástico implican que la gente de este tiempo creía en una especie de más allá. Al mismo tiempo, los animales eran enterrados con rituales, una práctica que tal vez refleja el desarrollo de deidades zoomorfas como aquellos encontradas en la religión posterior. La evidencia es menos clara para los dioses en forma humana, y este tipo de deidad pudo haber emergido con mayor lentitud que la de forma animal. Cada región de Egipto originalmente tenía su propia deidad patrón, pero es probable que a medida que estas pequeñas comunidades se conquistaban o absorbían unas a otras, el dios del área derrotada no era incorporado a la mitología de los otros dioses ni enteramente subsumido por ella. Con el paso del tiempo y la sucesión de imperios como el medio, nuevo, y antiguo, usualmente la religión se quedó dentro de la frontera de ese territorio. 
El periodo dinástico temprano comenzó con la unificación de Egipto alrededor del 3000 a. C.. Este evento transformó la religión egipcia, pues algunas deidades ascendieron a importancia nacional y el culto del faraón divino se volvió el foco central de la actividad religiosa.   Horus era identificado con el rey, y su centro de culto la ciudad Nejen del Alto Egipto estaba entre los sitios religiosos más importantes del periodo. Otro importante centro era Abidos, donde los primeros gobernantes construyeron grandes complejos funerarios.

### Imperio Antiguo y Medio
Durante el Imperio Antiguo, los sacerdocios de grandes deidades intentaron organizar al complicado panteón en grupos relacionados por su mitología y adorados en un solo centro de culto, como la Enéada de Heliópolis que ligaba a importantes deidades como Atum, Ra, Osiris, y Seth en un solo mito de la creación. Mientras tanto, pirámides acompañadas de grandes templos mortuorios reemplazaron a las mastabas como la tumba de los faraones. En contraste con el gran tamaño de los complejos de las pirámides, los templos de los dioses permanecían relativamente pequeños, sugiriendo que la religión oficial en este periodo enfatizaba el culto del rey divino más que la adoración directa de los dioses. Los rituales funerarios y la arquitectura de este tiempo influenciaron enormemente a los templos y rituales más elaborados usados para la adoración de dioses en periodos posteriores.

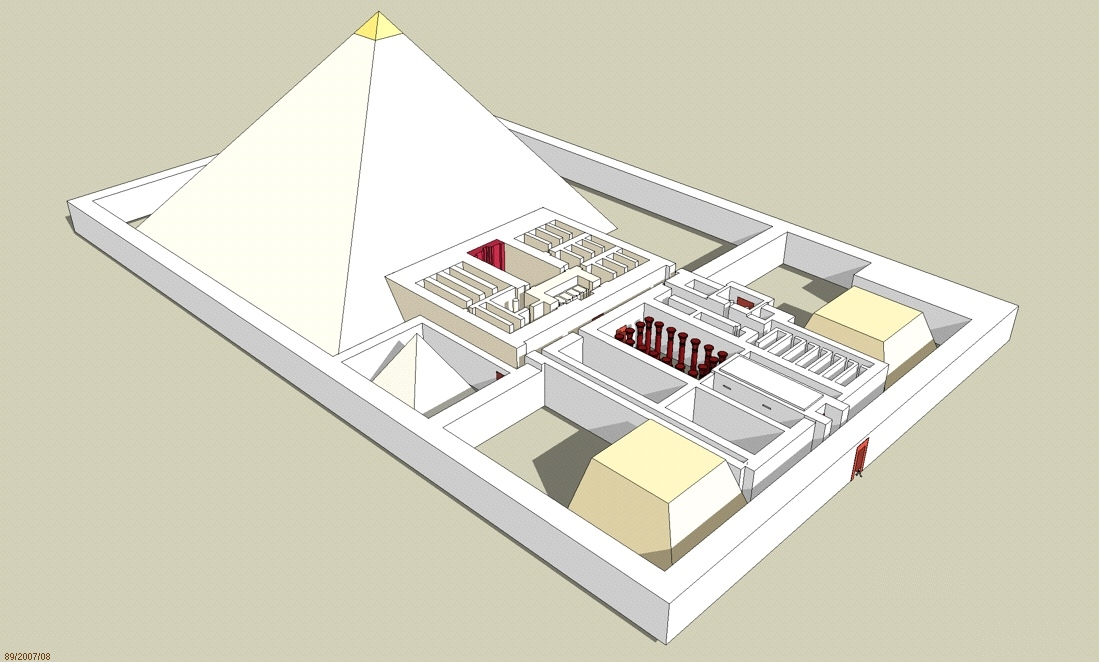
Complejo piramidal de Dyedkara Isesi.

A inicios del Imperio Antiguo, Ra creció en influencia, y su centro de culto en Heliópolis se volvió el sitio religioso más importante de la nación. Para la quinta dinastía, Ra era el dios más prominente en Egipto, y había desarrollado cercanos lazos con la monarquía y el más allá que conservaría en el resto de la historia egipcia. Alrededor del mismo tiempo, Osiris se volvió una importante deidad del más allá. Los textos de las pirámides, escritos por primera vez en este tiempo, reflejaron la prominencia de conceptos solares y osirianos en el más allá, aunque también contenían remanentes de tradiciones mucho más antiguas. Los textos son una fuente extremadamente importante para el entendimiento de la teología egipcia temprana.
En siglo XXII a. C., el Imperio Antiguo colapsó en el desorden del Primer Periodo Intermedio, con importantes consecuencias para la religión egipcia. Los oficiales del Imperio Antiguo ya habían empezado a adoptar los ritos funerarios originalmente reservados para la realeza, pero ahora, barreras menos rígidas entre clases sociales significaba que estas prácticas y las creencias que las acompañaban gradualmente se extendieron a todos los egipcios, un proceso llamado la "democratización del más allá". El punto de vista osiriano del más allá tenía una gran atracción para los plebeyos, y así Osiris se volvió uno de los dioses más importantes.
Eventualmente, gobernantes de Tebas reunificaron a la nación egipcia en el Imperio Medio (c. 2055-1650 a. C.). Estos tebanos inicialmente promovieron a su dios patrón Monthu a una importancia nacional, pero durante el Imperio Medio, fue eclipsado por la ascendente popularidad de Amón. En este nuevo estado egipcio, la piedad personal se volvió más importante y era expresada más libremente en escritos, una tendencia que continuaría en el Imperio Nuevo.

### Imperio Nuevo
El Imperio Medio se derrumbó en el Segundo periodo intermedio (c. 1650-1550 a. C.), pero el país fue nuevamente reunido por gobernantes tebanos, quienes se volvieron los primeros faraones del Imperio Nuevo. Bajo el nuevo régimen, Amón se volvió el dios supremo del estado. Fue sincretizado con Ra, el antiguo patrón establecido de la monarquía, y su templo en Karnak, Tebas, se volvió el centro religioso egipcios más importante. La elevación de Amón era en parte debido a la gran importancia de Tebas. pero fue también debido al creciente sacerdocio profesional. Su sofisticada discusión teológica produjo detalladas descripciones del poder universal de Amón.
Creciente contacto con gente del exterior en este periodo llevó a la adopción de muchas deidades del Cercano Este en el panteón. Al mismo tiempo, los nubios subyugados absorbieron las creencias religiosas de Egipto, y en particular, adoptaron a Amón como suyo.

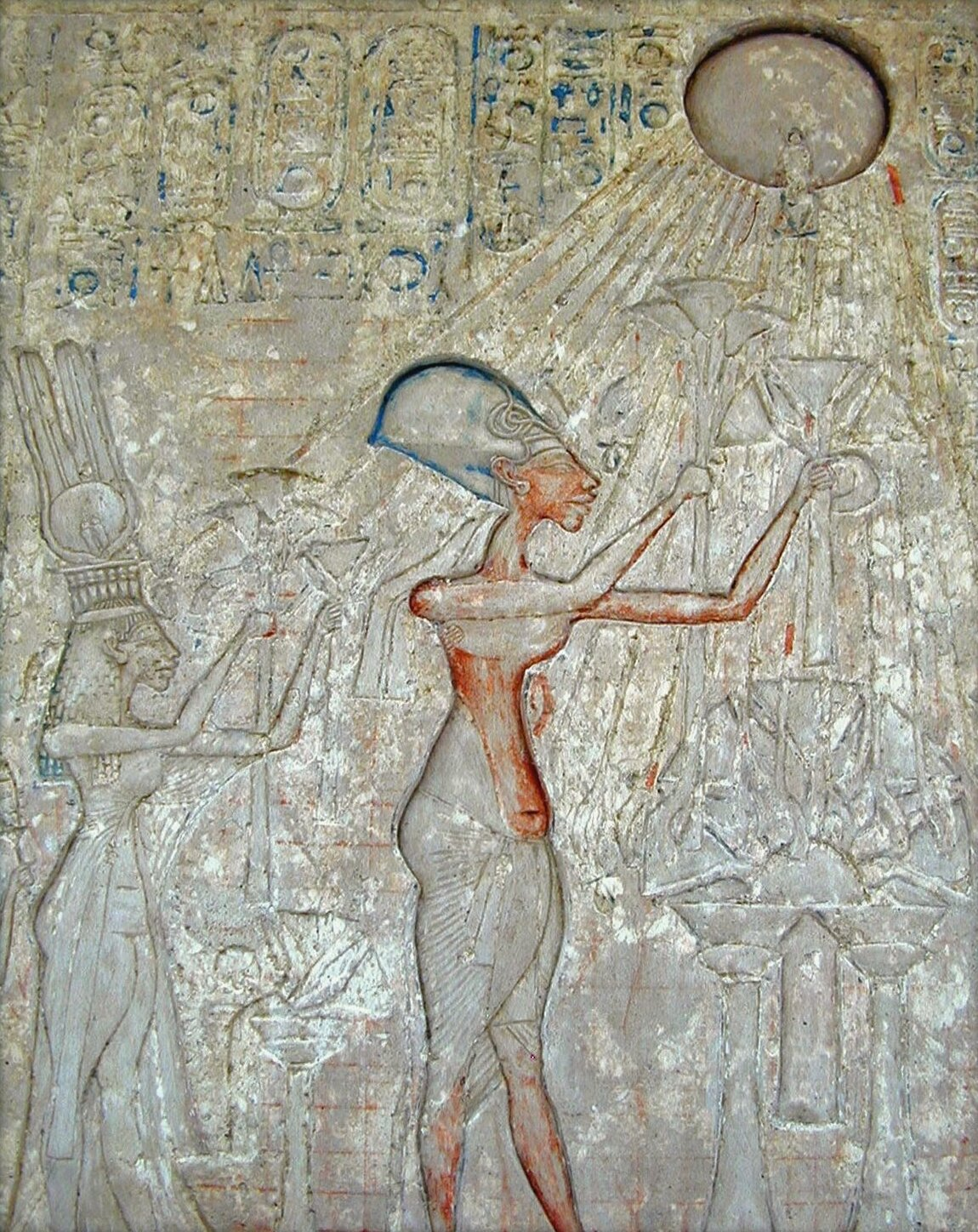
Akenatón y su familia adorando a Atón.

El orden religioso del Imperio Nuevo fue interrumpido cuando Akenatón accedió, y reemplazó a Amón con Atón como el dios del estado. Eventualmente eliminó el culto oficial de la mayoría de los dioses, y movió la capital de Egipto a una nueva ciudad en Amarna. Esta parte de la historia egipcia, al periodo amarniense, es nombrado a partir de este evento. Al hacer eso, Akenatón reclamó un estatus sin precedentes: sólo él podía adorar a Atón, y la población dirigía su adoración hacia él. El sistema atenista careció de mitología y creencias del más allá bien desarrolladas, y parecía distante e impersonal, así que el nuevo orden no apeló a los egipcios ordinarios. Así, muchos probablemente continuaron adorando a dioses tradicionales en privado. Sin embargo, la retirada del apoyo del estado a las otras deidades quebrantó severamente a la sociedad egipcia. Los sucesores de Akenatón restauró el tradicional sistema religioso, y eventualmente desmantelaron todos los monumentos atenistas.
Antes del periodo amarniense, la religión popular había tendido hacia relaciones más personales entre los adoradores y sus dioses. Los cambios de Akenatón habían revertido esta tendencia, pero una vez que la religión tradicional se restauró, hubo contragolpe. La población comenzó a creer que los dioses estaban muchos más directamente involucrados en la vida cotidiana. Amón, el dios supremo, era cada vez más visto como el árbitro final del destino humano, el verdadero gobernante de Egipto. El faraón era en correspondencia más humano y menos divino. La importancia de los oráculos como medios de toma de decisiones creció, así como la riqueza e influencia de los intérpretes de oráculos, el sacerdocio. Estas tendencias minaron la tradicional estructura de la sociedad y contribuyeron al colapso del Imperio Nuevo.

### Periodos posteriores
En el primer milenio a. C., Egipto era significativamente más débil que en sus primeros tiempos, y en varios periodos, foráneos se apoderaron del país y asumieron la posición de faraón. La importancia del faraón continuó declinando, y el énfasis en la piedad popular continuó incrementando. El culto a animales, una característica de la forma de adoración egipcia, se volvió cada vez más popular en este periodo, posiblemente como respuestas a la incertidumbre y la influencia foráneo de ese tiempo. Isis se volvió más popular como diosa de la protección, magia, y salvación personal, y se volvió la diosa más importante en Egipto.

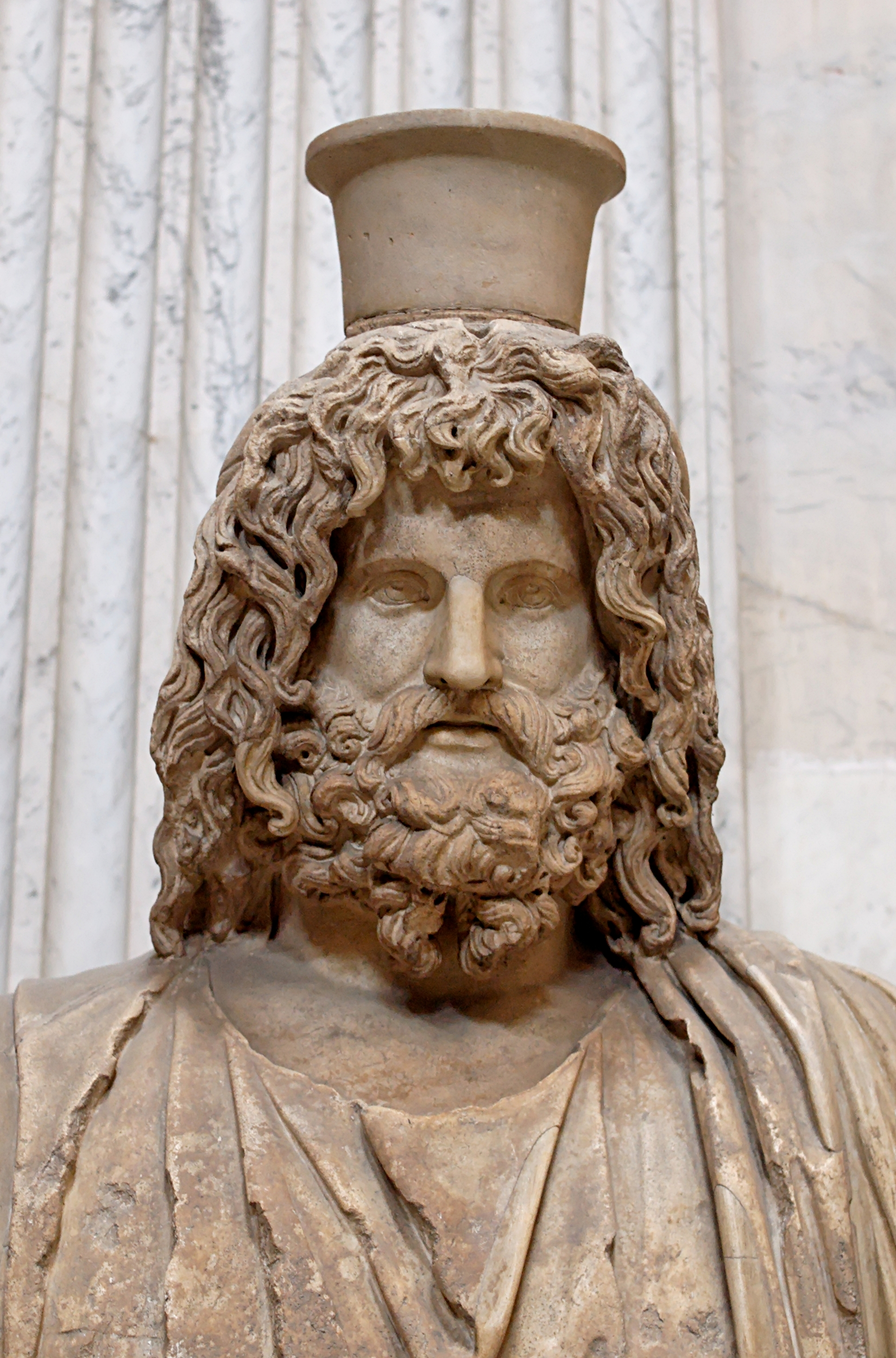
Serapis

En el siglo IV a. C., Egipto se volvió un reino helenístico bajo la dinastía ptolemaica (305-30 a. C.), la cual asumió el rol faraónico, manteniendo la religión tradicional y construyendo o reconstruyendo muchos templos. La clase griega dominante del reino identificaba a las deidades egipcias como propias. De este sincretismo intercultural emergió Serapis, un dios que combinó a Osiris y Apis con características de deidades griegas, y quien se volvió muy popular entre la población griega. No obstante, en gran medida los dos sistemas de creencias permanecieron separados, y las deidades egipcias permanecieron siendo egipcias.
La era ptolemaica de creencias cambió un poco después de que Egipto se volviera provincia del Imperio romano en el 30 a. C., con los reyes ptolemaicos siendo reemplazados por emperadores distantes. El culto de Isis apeló incluso a griegos y romanos fuera de Egipto, y en forma helenizada difundió a lo largo del imperio. En Egipto mismo, a medida que el imperio se debilitaba, los templos oficiales cayeron en decadencia, y sin su influencia centralizante la práctica religiosa se volvió fragmentada y local. Mientras tanto, el cristianismo se propagó por Egipto, y en el tercer y cuarto siglo d. C., edictos de emperadores cristianos e iconoclasia por cristianos locales erosionaron creencias tradicionales. Mientras persistió entre la población por un tiempo, la religión egipcia lentamente se desvaneció.

### Legado

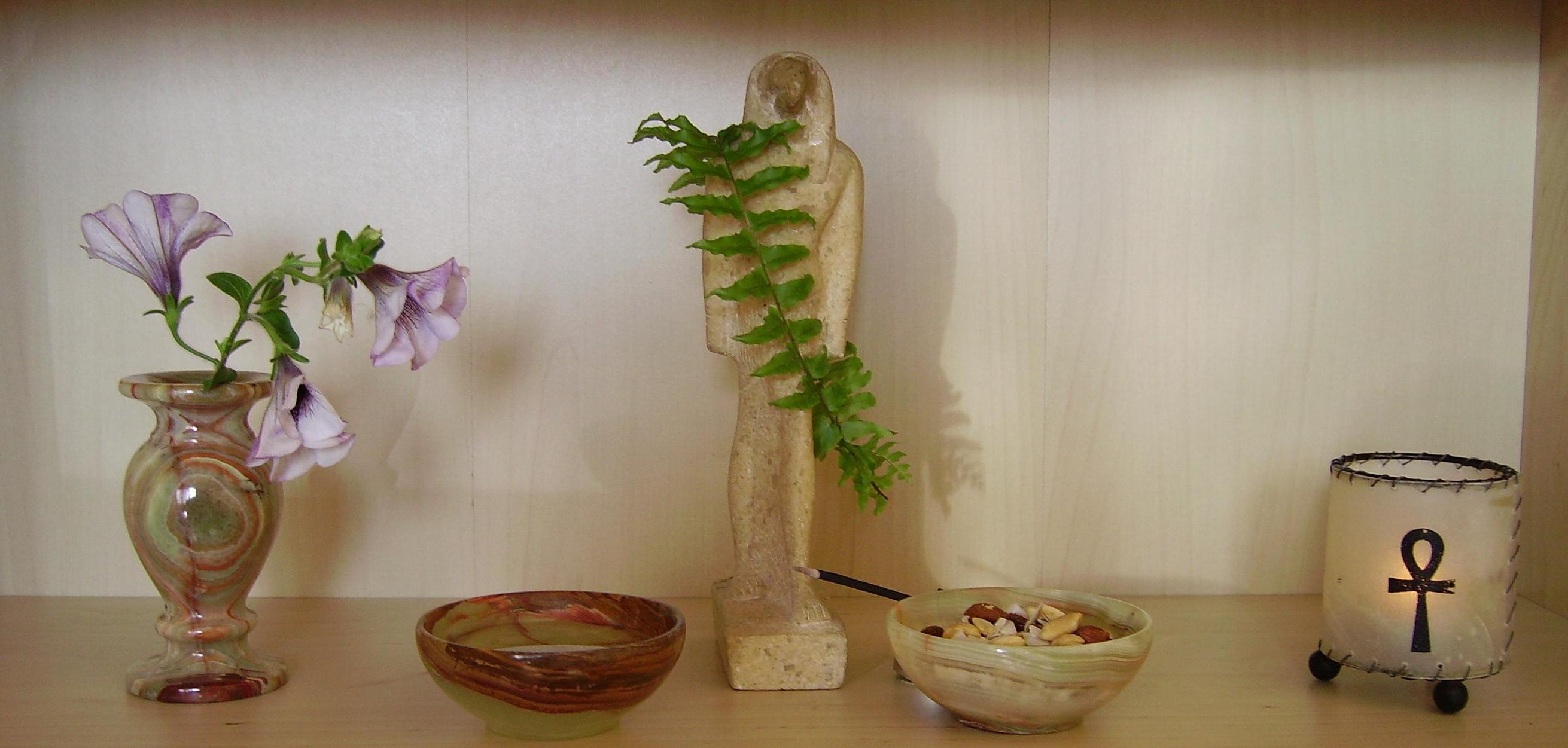
Altar a Thoth de un seguidor kermético

La religión egipcia produjo templos y tumbas que son los monumentos más duraderos del Antiguo Egipto, pero también influenció a otras culturas. En tiempos faraónicos muchos de sus símbolos, como la esfinge y el disco solar alado, fueron adoptados por otras culturas a lo largo del Mediterráneo y el Cercano Este, así como algunas de sus deidades, como Bes. Algunas de estas conexiones son difíciles de rastrear. El concepto griego de los Campos Elíseos pudo haber derivado de la visión egipcia del más allá. En la antigüedad tardía, la concepción cristiana del infierno probablemente estaba influenciada por parte de las imágenes del Duat. Relatos bíblicos de Jesús y María pudieron haber sido influenciados por las figuras de Isis e Osiris. Las creencias egipcias también influenciaron o dieron ascenso a varios sistemas de creencias esotéricas desarrollados por griegos y romanos, quienes consideraban a Egipto como fuente de sabiduría mística. El hermetismo, por ejemplo, derivó de la tradición de conocimiento mágico secreto asociado con Tot.

#### Tiempos modernos
Rastros de creencias antiguas permanecen en las tradiciones folclóricas egipcias de tiempos modernos, pero su influencia en las sociedades modernas ha disminuido enormemente con la Campaña napoleónica en Egipto y Siria en 1798 y su punto de vista de monumentos e imágenes. Como resultado de ello, los occidentales comenzaron a estudiar las creencias egipcias de primera mano, y los motivos religiosos egipcios fueron adoptados en el arte occidental. La religión egipcia desde entonces ha tenido una influencia significativa en la cultura popular. Debido al continuo interés en la creencia egipcia, a finales del siglo XX, varias nuevos grupos religiosos han formado bases en diferentes reconstrucciones de la antigua religión egipcia.